# Víctor Manuel Fouilloux
Víctor Manuel Fouilloux es un director de telenovelas mexicanas y profesor de actuación. Ha trabajado para los productores de Televisa Carla Estrada, Pinkye Morris, Yuri Breña, Salvador Mejía, Carlos Moreno Laguillo, Emilio Larrosa y Nathalie Lartilleux Nicaud.
En 1998 Víctor Manuel Fouilloux es asistente de director de escena en la telenovela El privilegio de amar, dirigida por Mónica Miguel y Miguel Córcega, y producida por Carla Estrada, protagonizada por Helena Rojo, Adela Noriega, René Strickler y Andrés García.
En 2000 debutó como director de escena en locación en la telenovela Abrázame muy fuerte, producida por Salvador Mejía, protagonizada por Aracely Arámbula, Fernando Colunga y Victoria Ruffo.
En 2008 debutó como director general de escena en la telenovela Cuidado con el ángel, producida por Nathalie Lartilleux Nicaud, protagonizada por Maite Perroni y William Levy.

## Filmografía

### Director de escena
- Abrázame muy fuerte (2000/01)
- El secreto (2001)
- Entre el amor y el odio (2002)
- Inocente de ti (2004/05)
- La madrastra (2005)
- La verdad oculta (2006)
- Muchachitas como tú (2007)
- Cuidado con el ángel (2008/09)[2]
- Hasta que el dinero nos separe (2009/10)
- Rafaela (2011)
- Dos hogares (2011/12)
- Corazón indomable (2013)
- La gata (2014)[3]
- Lo imperdonable (2015)[4]
- Como dice el dicho (2017)

### Director de diálogos
- Segunda parte de Alegrijes y rebujos (2003/04)
- Silvia Pinal, frente a ti (2019)

### Asistente de director de escena
- La casa en la playa (2000)
- El privilegio de amar (1998/99)
- María Isabel (1997)
- Lazos de amor (1995-1996)
- Entre la vida y la muerte (1993)

### Actor
- Modelo antiguo (1992) .... Paco
- María la del barrio (1995/96)
- Como dice el dicho (2016) .... Medina

## Premios y nominaciones

### Premios TVyNovelas
| Año  | Categoría                 | Telenovela           | Resultado |
| ---- | ------------------------- | -------------------- | --------- |
| 2009 | Mejor dirección de escena | Cuidado con el ángel | Nominado  |